# میوکوویتسه (استان سلیزیا سفلی)
میوکوویتسه (به لاتین: Miłkowice) یک روستا در لهستان است که در گمینا میوکوویتسه واقع شده‌است. میوکوویتسه ۲٬۰۰۰ نفر جمعیت دارد.